# マジュンガサウルス
マジュンガサウルス（学名：Majungasaurus）は、約7000万年前からK-Pg境界にかけて（中生代白亜紀〈後期白亜紀〉の最末期にあたるマーストリヒチアンの一時期）のマダガスカルに生息していた竜盤目獣脚亜目ケラトサウルス下目アベリサウルス科の恐竜。目下のところ、crenatissimus の1種のみが知られている。
マハジャンガ州の中央部にあるマハジャンガ盆地 (Mahajanga Basin) のマーストリヒチアン堆積層の一つであるマエヴァラーノ累層(70–65.8Ma) より産出している、すなわち、マエヴァラーノ動物相 (Maevarano fauna) に属する絶滅種である。

## 名称

### Majunga-saurus
属名の構成要素である "Majunga" は、本種が、マダガスカルはマジュンガ州の州都である "Majunga（マジュンガ）" の近くで出土したことに由来する。現地語であるマダガスカル語では "Mahajanga（マハジャンガ、マージャンガ）と読み書きするが、学名に採用されたのはフランス語の綴り字である。
"saurus" のほうは、「トカゲ」を意味する古代ギリシア語普通名詞 "σαῦρος（サウロス）" に由来する分類学用新ラテン語名詞接尾辞 "-saurus（サウルス）" であり、「爬虫類」を意味するが、恐竜に用いられることが多いため、「恐竜」と意訳して差し支えない。
なお、マダガスカル語のほうは、同時期の同地域で共存していた（つまり、マエヴァラーノ累層産出の）Mahajangasuchus（マハジャンガスクス。メタスクス類の絶滅種）の学名に採用されている。

### crenatissimus
種小名 crenatissimus（クレナティッシムス）は、そのまま、分類学用新ラテン語 "crenatissimus" であり、"very crenate"「際立って円鋸歯状の」を意味するが、その構成要素はいずれもラテン語の "crēnāt(e)" と"-issimus" である。"crēnāt(e)" は "notched, toothed"「鋸状の歯を有する」を意味する "crēnātus" から来ており、"-issimus" は "most, very much"「最も多くの、非常に多い」を意味するという。ただし、言語的正確性を背負って注記するなら、-issimus は強調の接尾辞であり、それ自体は「多くの」「多い」などといった語意を持たない。

## 分類

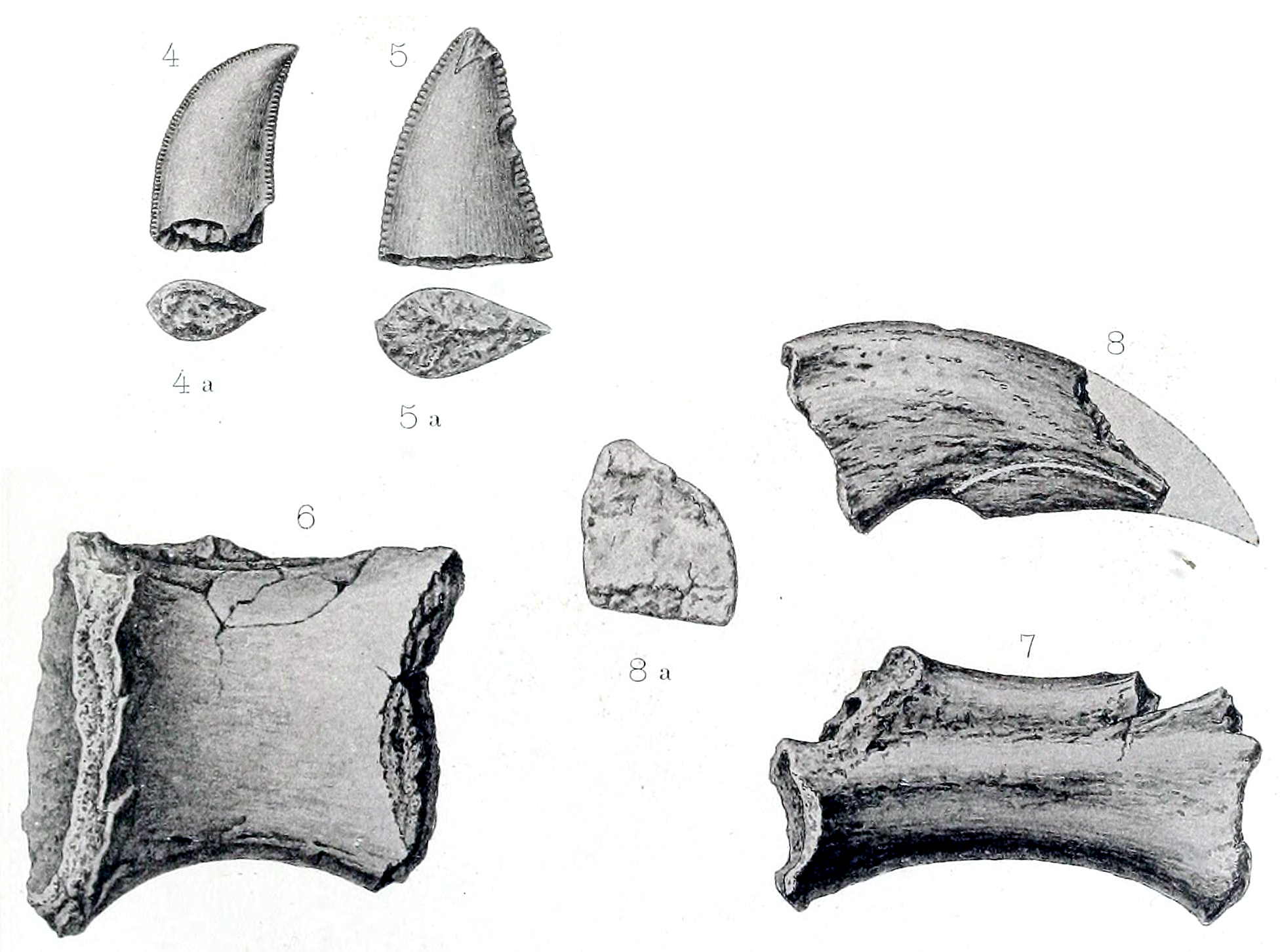
Megalosaurus crenatissimus として1896年に記録された標本

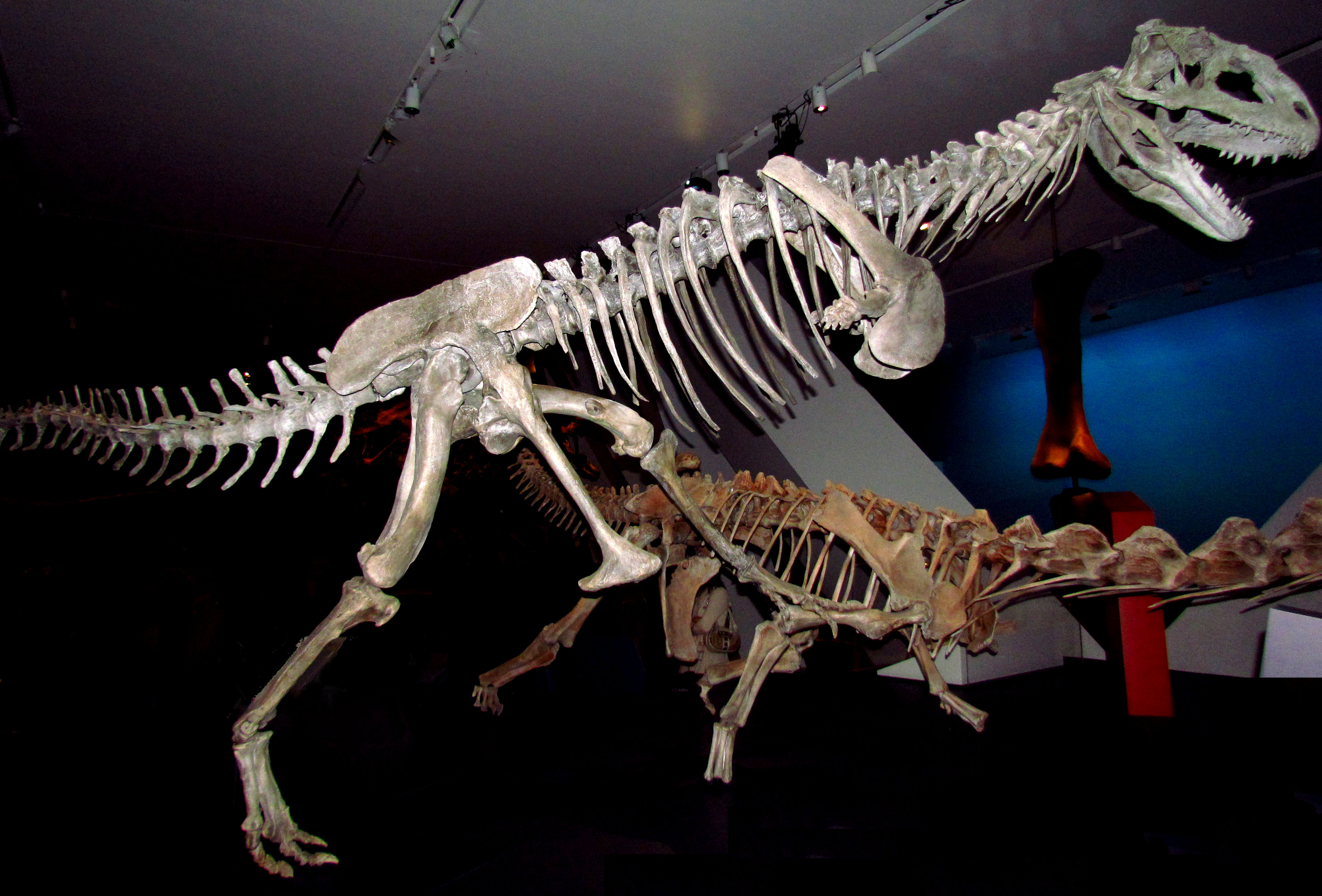
M. crenatissimus の骨格化石標本（手前）ロイヤルオンタリオ博物館の展示物。

### シノニム
- Megalosaurus crenatissimus  Depéret, 1896

メガロサウルス・クレナティッシムス
crenatissimus 種は、フランスの地質学者で古生物学者のシャルル・デペレ (Charles Depéret) によって1896年に記載されたが、それは genus Megalosaurus（メガロサウルス属）の1種としてであった。しかし、古生物学が発展により、科という高いレベルで別グループに分類すべきものであったことが分かるようになる。1955年、フランスの古生物学者ルネ・ラヴォカ (René Lavocat) は crenatissimus 種が genus Megalosaurus とは異なる新属のものであるとし、新属 Majungasaurus（マジュンガサウルス）とその模式種 Majungasaurus crenatissimus（マジュンガサウルス・クレナティッシムス）を記載した。

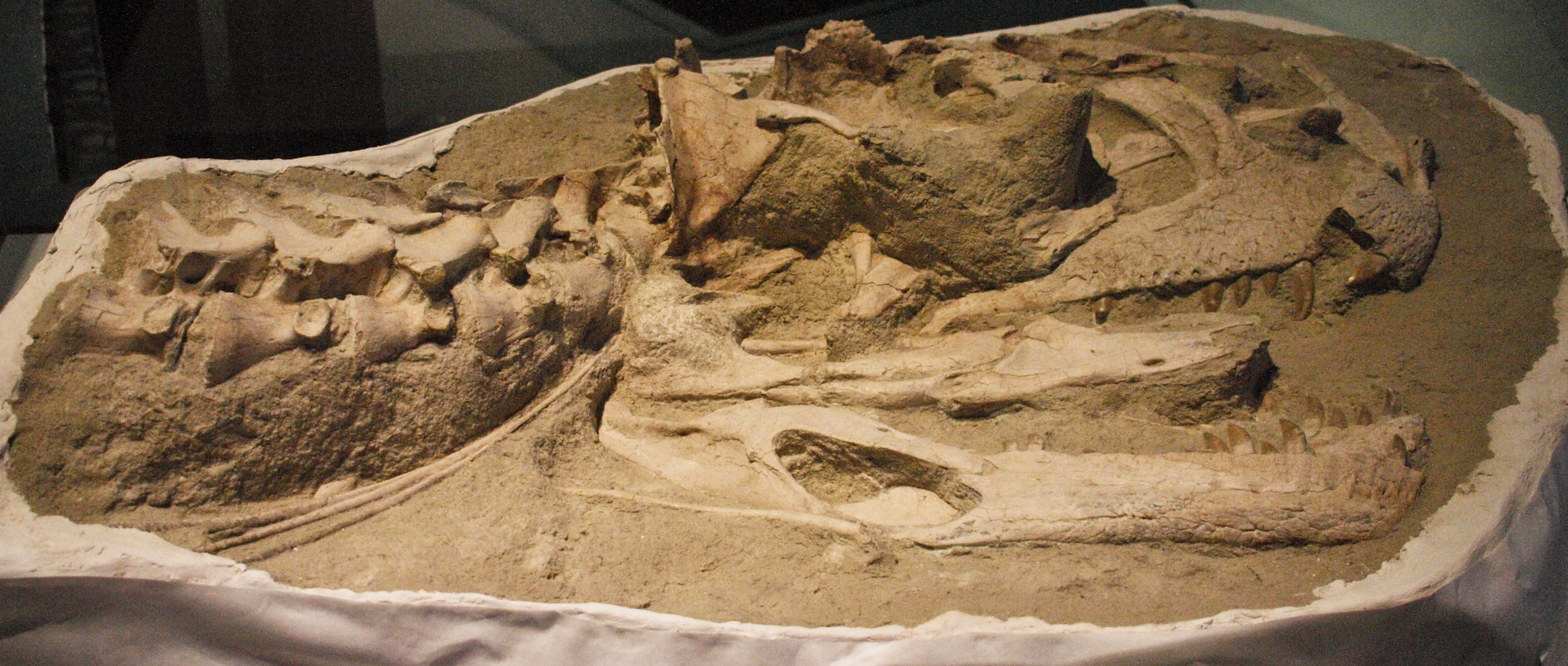
化石標本 FMNH PR 2836フィールド自然史博物館所蔵。ロイヤルオンタリオ博物館における展示。

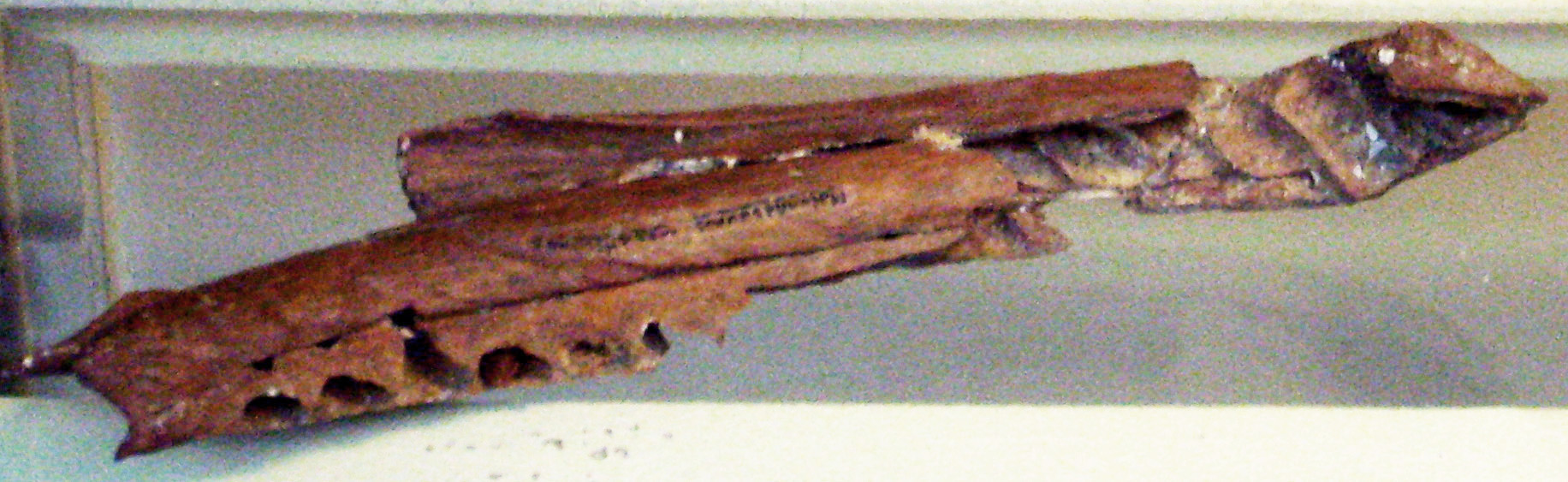
ネオタイプ（新基準標本）MNHN.MAJ 1フランスの国立自然史博物館所蔵。

- Majungatholus atopus  Sues et Taquet, 1979

マジュンガトルス・アトプス
genus Majungatholus（マジュンガトルス属）はハンス＝ディーター・スーズとフィリップ・タケによって1979年に記載されていたが、先述のラヴォカが1955年に記載した genus Majungasaurus（マジュンガサウルス属）と同一であることが2000年代に証明された。これにより、Majungatholus は Majungasaurus のシノニムとなり、無効名となった。atopus 種も認められなかったため、Majungasaurus が模式種のみで構成される属であることに変化は生まれなかった。

### 類縁関係
マジュンガサウルスは、まだ南半球の中緯度地域（ゴンドワナ大陸のアフリカ大陸部の東側にあって現世と大して座標を変えていないマダガスカル部の北東で隣接する地域）に位置していた頃のインド亜大陸で形成されたラメタ累層 (72−66Ma, 70-66Ma) から出土しているラジャサウルスやラヒオリサウルスとの強い類似性が認められることから（ラジャサウルスとラヒオリサウルスは、アベリサウルス科に分類されるほか、その下位にマジュンガサウルス亜科を設けてマジュンガサウルスと共に納める学説がある。）、そもそも後期白亜紀のマダガスカル島はまだ完全に孤島化しておらず、ゴンドワナ大陸のアフリカ大陸部から東側へ分離してゆくことになるマダガスカルとインド亜大陸部はたびたび繋がっていたのではないかという学説が提唱されるようになった。

### 系統分類
以下のクラドグラムは古生物学者ティエリー・トゥルトーザ (Thierry Tortosa) らによる2014年発表の説に基づく。

| Majungasaurinae マジュンガサウルス亜科 | \| \| Pourcieux abelisaurid プルシュー（英語版）のアベリサウルス類 \| \| \| \| \| \| Arcovenator アルコヴェナトル \| \| \| \| \| \| Majungasaurus マジュンガサウルス \| \| \| \| \| \| Indosaurus インドサウルス \| \| \| \| \| \| Rahiolisaurus ラヒオリサウルス \| \| \| \| \| \| Rajasaurus ラジャサウルス \| \| \| \| |
|                                        | \| \| Pourcieux abelisaurid プルシュー（英語版）のアベリサウルス類 \| \| \| \| \| \| Arcovenator アルコヴェナトル \| \| \| \| \| \| Majungasaurus マジュンガサウルス \| \| \| \| \| \| Indosaurus インドサウルス \| \| \| \| \| \| Rahiolisaurus ラヒオリサウルス \| \| \| \| \| \| Rajasaurus ラジャサウルス \| \| \| \| |
|                                        | Pourcieux abelisaurid プルシューのアベリサウルス類 |
|                                        | |
|                                        | Arcovenator アルコヴェナトル |
|                                        | |
|                                        | Majungasaurus マジュンガサウルス |
|                                        | |
|                                        | Indosaurus インドサウルス |
|                                        | |
|                                        | Rahiolisaurus ラヒオリサウルス |
|                                        | |
|                                        | Rajasaurus ラジャサウルス |
|                                        | |

## 形態
高さ約2.7m、体長約8m、推定体重約1t。

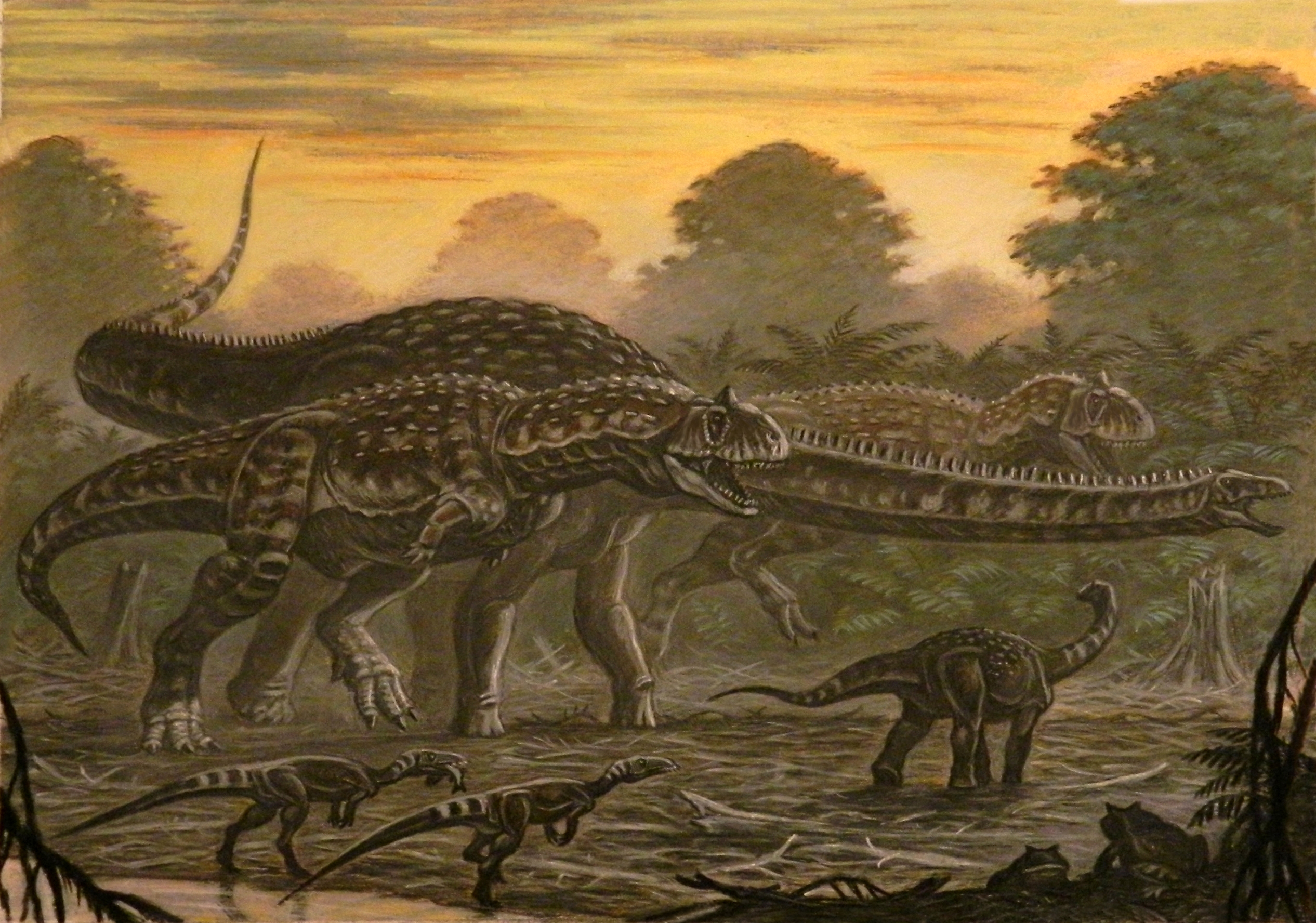
往時のマダガスカルを想起した生態復元図（2015年の作）
1頭のラペトサウルスを2頭のマジュンガサウルスが左右から挟撃している。そして、水辺にいる2匹のマシアカサウルス（うち1匹は魚を咥えている）がラペトサウルスの子供に興味を示している。なお、水域のこちら側にある土手には2匹のベールゼブフォがいる。

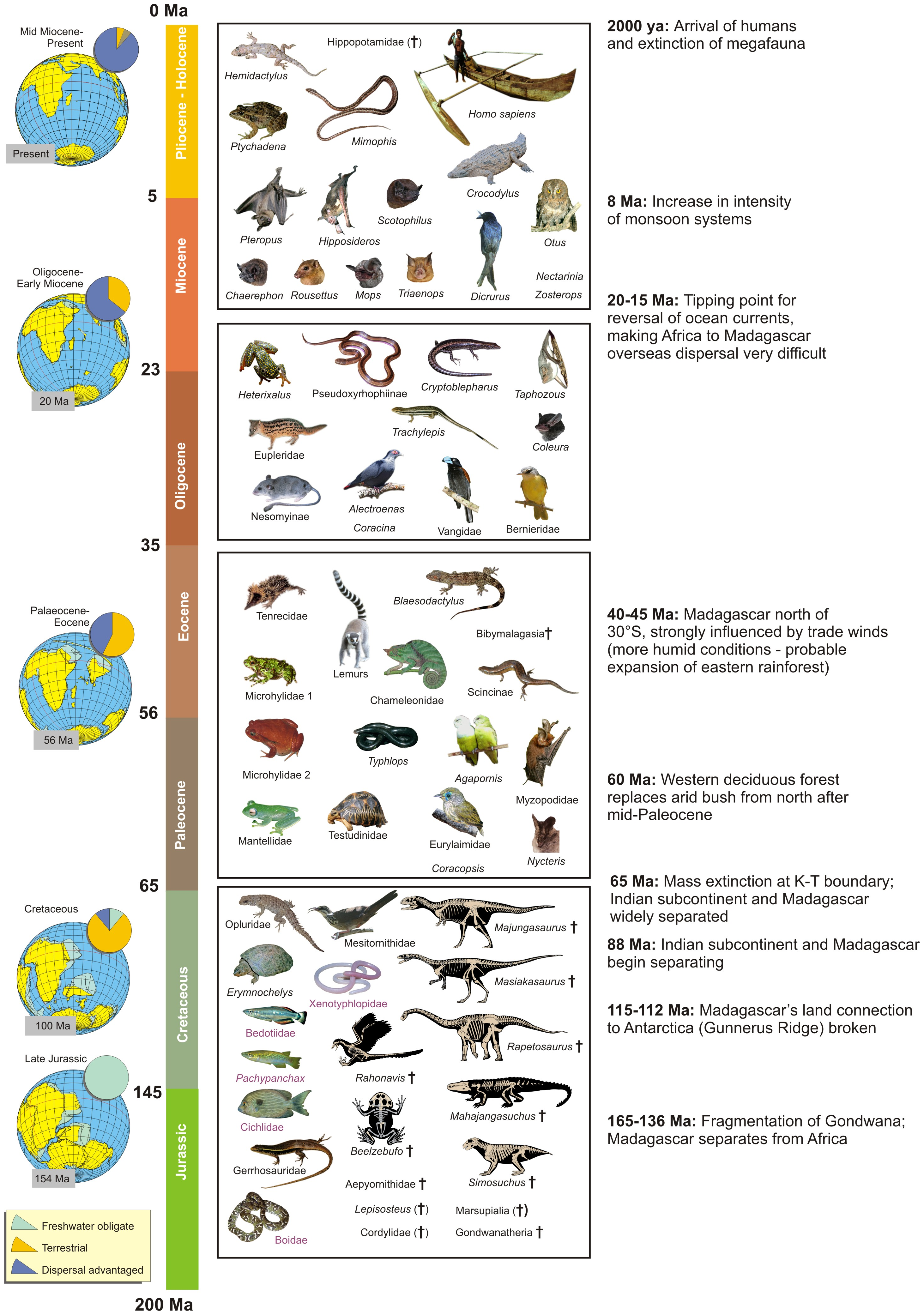
プレートテクトニクス理論に基づく、マダガスカル島やその他の陸地の移動経緯と、マダガスカルの動物相の図説
中生代の動物相の枠内には、マエヴァラーノ動物相に属する絶滅動物として、本種のほか、マシアカサウルス、ラペトサウルス、マハジャンガスクス、シモスクス、ラホナヴィス、ベールゼブフォ）も掲載されている。

堅頭竜類に似た骨格をしている。胴体から尻尾にかけて小さな骨の突起のような物が多数ある。頭の上には8cmほどの太い角が突き出ており、これで頭突きをして闘った、あるいは、成体であることを示したり雌を引き寄せるために派手な色をしていたとも考えられる。尾は強靭。前肢は非常に短い。後肢も短いため、走る速度はそれほど速くはなく、16～24km/h程度と推定される。脊椎や肋骨の間が気嚢で満たされていたと思しき跡が見受けられ、身体そのものは軽快な造りであったと推定される。頸椎は非常に頑丈で、筋肉の付着面が大きいことから、大型の獲物を餌にすることができたと考えられる。脳の構造から視覚を司る部分が十分に発達していないため、視力は弱く、立体視（両眼視）も未発達であったことが分かっている。

## 生態
2020年の報告によると、とあるマジュンガサウルスの骨格化石には複数の病変や怪我の痕跡が残されていた。これは怪我の後遺症や免疫不全により、一度でも負傷するとその後も負傷しやすくなるためとされている。

### 食性
マダガスカル島での頂点捕食者であったと考えられる。
肉食性のマジュンガサウルスは、中型ティタノサウルス類のラペトサウルスやヴァヒニ、ノアサウルス科の小型獣脚類であるマシアカサウルス、そして、原鳥類のラホナヴィスといった恐竜類のほか、真鳥類のヴォロナ、ゴンドワナ獣類のアダラテリウムやヴィンタナなどの哺乳類と共存していた。また、鰐形類（クロコダイル形類｜Crocodyliformes）ジフォスクス類のアラリペスクスおよびシモスクスや、メタスクス類のマハジャンガスクス、真蛇下目のヘビであるマドトソニアやケリオフィス、カメ目のキンコニケリス、既知で史上最大級の無尾類（カエル）であるベールゼブフォとも共存していた。そして、頂点捕食者である本種は、機会さえあれば上記の動物の多くを捕食していたと考えられている。

#### 共食い
マダガスカルという狭い孤島の中で生活していたため、他個体との接触の確率が高かった可能性がある。敵（島内に唯一生息した大型獣脚類、すなわち同族のマジュンガサウルス）との接触から子供を守るため、雌は雄よりも戦闘能力が高かったのではないかという説もある。
発見されたマジュンガサウルスの化石には同種の歯に傷つけられた跡が幾つもあったことから、本種が時に共食いをしていたのは間違いない。しかしながら、共食いをしていたからといって彼らが日常的に同族を餌食にしていたとは限らない。現在でも共食い/同族殺しが起こるのは、環境が悪化した時（例：ホッキョクグマ）や、群れ内部での力関係が変わった時（例：ライオン）、そして、縄張り争いが発生した時が多い（例：オオカミ）。また、ワニのように運悪く捕食が発生する可能性もある。

## 関係者
主要な研究者
- Charles DEPÉRET (Charles Jean Julien Depéret)（シャルル・デペレ（英語版）、シャルル・ジャン・ジュリアン・デペレ）

(1854-1929)  フランス人。地質学者、古生物学者。フランス科学アカデミー会員。フランス地質学会会員。リヨン大学科学学部ディーン。
1896年に本種を記載（Megalosaurus の1種として）。記載年の所属大学はリヨン大学（教授）。
- René LAVOCAT（ルネ・ラヴォカ（英語版））

(1909-2007)  フランス人。古生物学者。1955年に本種を新属 Majungasaurus として記載した。これが現在の有効名となっている。
- Hans-Dieter SUES（ハンス＝ディーター・スーズ（英語版））

(1956- )  ドイツ系アメリカ人。古生物学者。専門は古脊椎動物学。1979年に Majungatholus の筆頭記載者であったが、2000年代に Majungasaurus のシノニムと化した。
- Philippe TAQUET（フィリップ・タケ（英語版））

(1940- )  フランス人。古生物学者。専門は恐竜の系統分類学。Majungatholus の共同記載者（以下同様）。

## 関連作品
明確な共食いの証拠が発見されたことから、テレビ番組でも度々取り上げられることが多い。
ヒストリーチャンネルが2008年に放映した『ジュラシック・ファイト・クラブ』では第1話「どう猛な恐竜（原題:Cannibal Dinosaur）」にて、シノニムであるマジュンガトルスの名前で登場し、共食いが発生した理由を考察して映像化している。同作では、共食いの痕跡が確認された個体は発情期を迎えた雄であり、子連れの雌の縄張りに侵入して子殺しを行うも、母親の逆襲を受けて食い殺されたと推測している。なお同作において本種は性的二形とされており、雄にはニワトリやシチメンチョウのような肉垂やトサカが発達した姿で再現されている。
BBCが2011年に放映した『プラネット・ダイナソー』では「エピソード3: 最強のハンター（原題: Episode 3: Last Killers）」にて登場し、同じく共食いの様子を映像化している。ここでは、数少ない餌を巡って2頭が争い、餌を奪おうとやってきた側の個体が死闘の末に倒されるが、倒された個体が倒した側の個体に食われてしまう。この描写は、実際の同種の歯の化石に痕跡として認められる傷を根拠として再現された。

## 参考文献

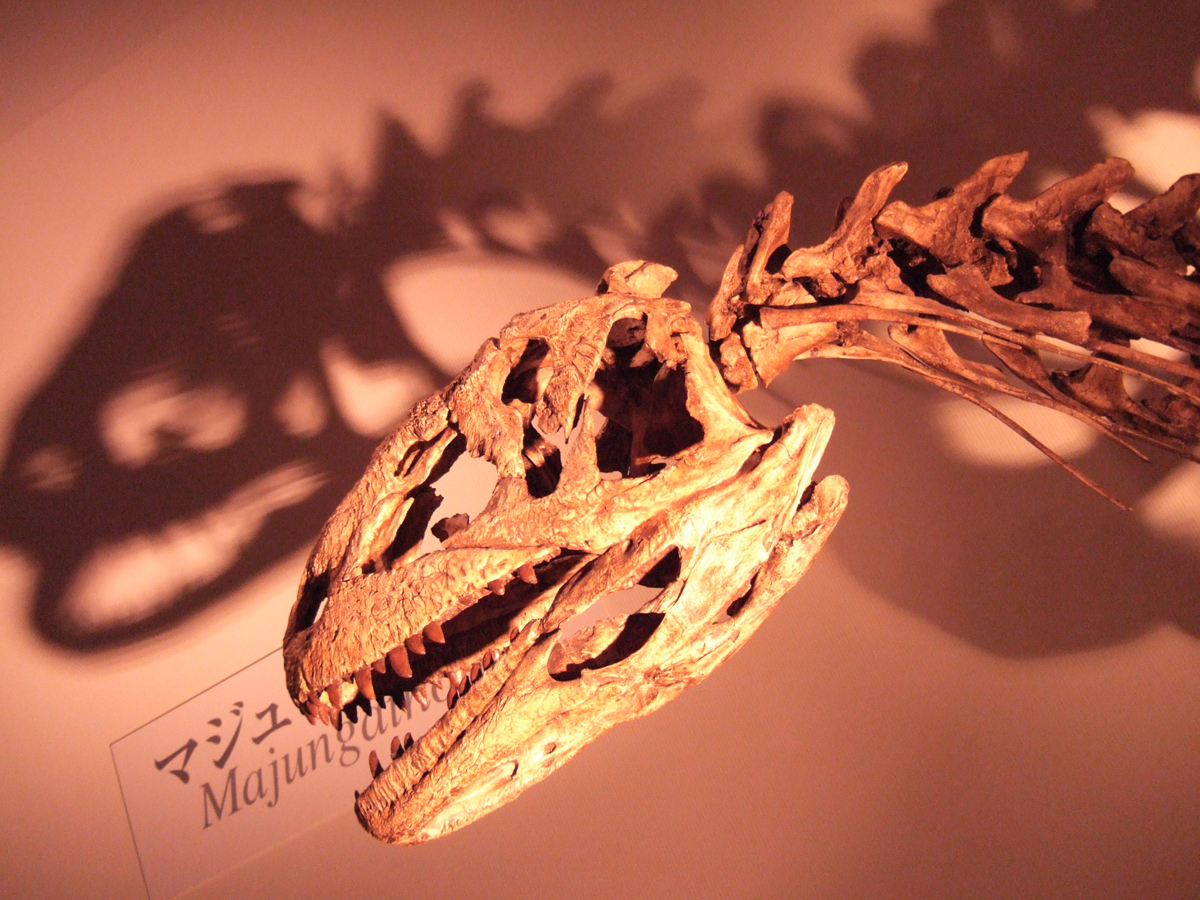
骨格化石標本日本での展示例。